# Schauenstein
Schauenstein este un oraș din districtul Hof, regiunea administrativă Franconia Superioară, landul Bavaria, Germania. 

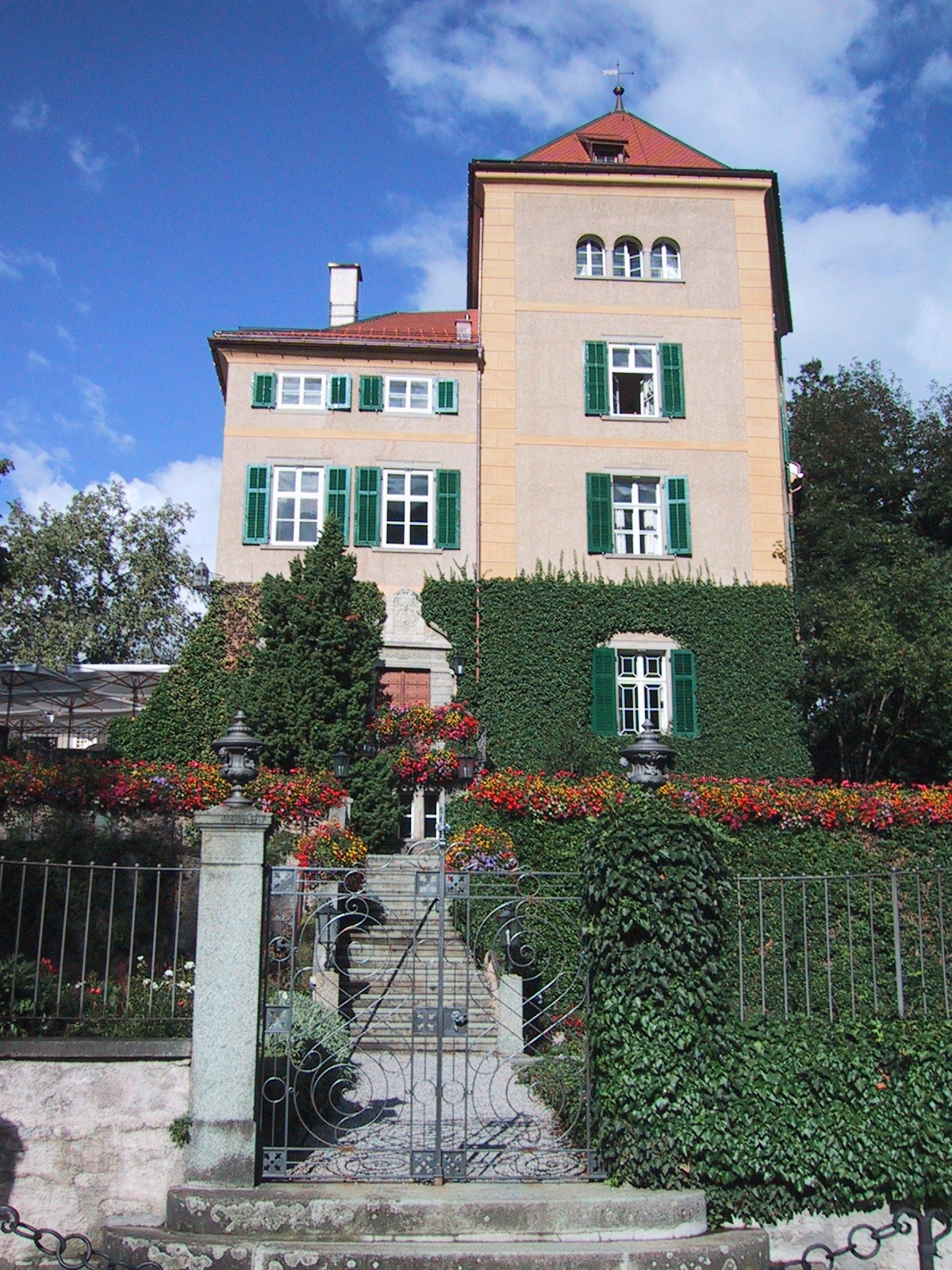
Schauenstein